# Josefina Castro Fornieles
Josefina Castro Fornieles és una científica catalana, membre de l'Institut d'Estudis Catalans. És la directora de l'Institut de Neurociències de l'Hospital Clínic de Barcelona i catedràtica de la Universitat de Barcelona. L'Institut de Neurociències és considerat entre els 75 més importants del món en la seva especialitat.
Ha coordinat el Programa de Salut Mental Infantil i Adolescent a la Xarxa de Recerca en Salut Mental i és investigadora principal del grup de Psiquiatria i Psicologia Infanto-Juvenil a l'Institut d'Investigacions Biomèdiques August Pi i Sunyer (IDIBAPS).
S'ha especialitzat en la recerca en psicopatologia, neuroimatge, cognició i genètica en menors d'edat.